# Estádio Olímpico Colosso da Lagoa
O Estádio Olímpico Colosso da Lagoa é um estádio de futebol localizado em Erechim, Rio Grande do Sul.
O estádio pertence ao time de futebol erechinense Ypiranga e foi inaugurado na gestão do presidente Oscar Abal.

## História

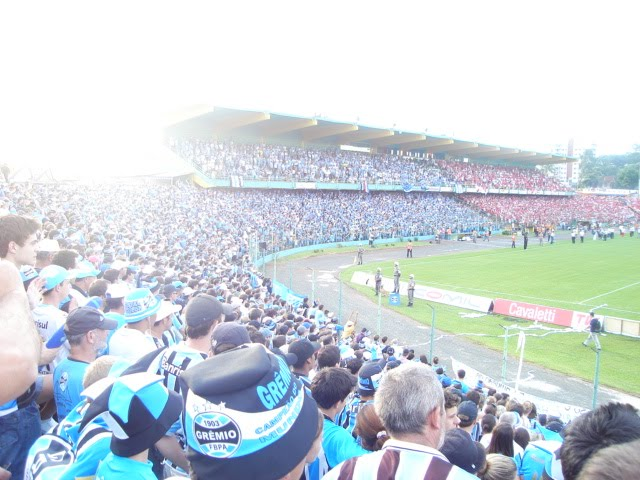
Estádio Olímpico Colosso da Lagoa, em um Grenal

Desde o início das suas atividades no departamento de futebol, no ano de 1924, o Ypiranga disputava suas partidas em um estádio conhecido como "Estádio da Montanha", localizado na Rua Bento Gonçalves, bairro Ipiranga, em um campo que deteriorou-se com o passar dos tempos e foi abandonado. Naquele período, a sede do clube ficava na Rua Alemanha, no centro da cidade.
Após receber o apoio do então presidente do clube em 1964, Oscar Abal, deu-se início à ideia da construção de um estádio próprio, em um terreno que possuía ao redor uma lagoa e uma pedreira. No ano de 1967, ocorreu o início das obras da construção de um estádio próprio do Ypiranga, localizado na Avenida Sete de Setembro, considerada uma das vias mais tradicionais da cidade. A construção só tornou-se viável devido à venda de títulos patrimoniais, com o sorteio de automóveis e eletrodomésticos, em um momento em que o clube chegou a ter 50 mil associados patrimoniais, inclusive no exterior. Com a decisão tomada, tornou-se necessária ainda a venda e a subsequente demolição do Estádio da Montanha para arcar com os gastos financeiros da construção do estádio próprio.
O estádio foi denominado como Estádio Olímpico Colosso da Lagoa e sua inauguração oficial deu-se em 2 de setembro de 1970, com a realização de um festival de  amistosos envolvendo as equipes do Grêmio, Santos, Botafogo, Internacional, Cruzeiro, Independiente, Esportivo, Atlântico e Ta-Guá, além da própria equipe do Ypiranga. A primeira partida oficial foi entre as representações do Grêmio e do Santos, vencida pela equipe paulista pelo placar de 2-0. O gol inaugural do estádio foi marcado pelo jogador Pelé, tendo sido este o gol de número 1 040 na carreira do atacante e recebendo uma placa de bronze da Rádio Tupi em homenagem pelo feito. A primeira partida do Ypiranga ocorreu uma semana após, em um triunfo pelo mesmo torneio amistoso por 3-2 sobre a equipe do Esportivo.
A partida com o maior número de espectadores na história do estádio ocorreu durante o Campeonato Gaúcho de Futebol de 1974, onde o Ypiranga foi derrotado pelo placar de 2-0 frente ao Internacional. Decorrido no dia 18 de agosto, o jogo marcava a comemoração de 50 anos do aniversário do Canarinho e recebeu cerca de 25 000 pessoas. O primeiro confronto entre as equipes de Grêmio e Internacional no estádio ocorreu em um amistoso no ano de 1992, terminando em um empate por 0-0. Devido à capacidade do estádio, bem como a qualidade nos sistemas de iluminação, comunicação e vestiários, a Federação Gaúcha de Futebol optou por realizar mais três edições do clássico Grenal no estádio. A primeira, que ocorreu em 2009, foi vencida pelo Internacional pelo placar de 1-0. As outras duas partidas foram realizadas nas edições de 2010 e 2013 do Campeoanto Gaúcho, ambas vencidas pelo Internacional pelo placar de 2-1.
A capacidade do estádio Colosso da Lagoa, no momento da sua construção, era de 30.000 pessoas. No entanto, com as padronizações do futebol a fim de evitar problemas causados por superlotações, sua capacidade máxima foi reduzida para 22.000 pessoas. Tal redução também é devida à implantação de duas mil cadeiras brancas em um setor das arquibancadas, as quais são oriundas do Estádio Beira-Rio, que não seriam mais utilizadas após a reforma feita para a Copa do Mundo FIFA de 2014. Apesar da redução da capacidade em cerca de oito mil lugares, o Colosso da Lagoa é o quarto estádio em número de espectadores no Rio Grande do Sul, sendo o maior do interior e permanecendo atrás apenas do Beira-Rio, da Arena do Grêmio e do Estádio Olímpico Monumental. As dimensões do estádio foram de 110 x 76m, considerado um dos maiores campos em dimensão do futebol brasileiro. No ano de 2015, houve a construção de uma bola estática na frente do portão de entrada do estádio, com a dimensão de 3.5 metros de diâmetro; ao superar a do Estádio Mané Garrincha, com 2.2 metros de diâmetro, tornou-se a maior do mundo neste quesito.